# ガムポパ
ガムポパ（1079年 - 1153年）は、チベット仏教の僧侶。ガムポパとは「ガムポ寺の尊者」の意。若い頃には医学を学んだためタクポ・ラジェ（タクポ地方の医者）とも、また、月光菩薩の化身とみなされたためダウーシュンヌ（月光童子）とも呼ばれた。ミラレパの弟子であり、ミラレパの意を継いでチベット仏教四大宗派のひとつであるカギュ派を確立した。